# L'Art du mensonge
Pour plus de détails, voir Fiche technique et Distribution.
The Good Liar, en français L'Art du mensonge, est un film américain réalisé par Bill Condon, sorti en 2019, adaptation du roman éponyme de Nicholas Searle (traduit chez Fayard en 2016 sous le titre Le Menteur).

## Synopsis
Roy Courtnay (Ian McKellen) est un expert en arnaques. En surfant sur un site de rencontres, il fait la connaissance d’une riche veuve, Betty McLeish (Helen Mirren). Cette dernière lui ouvre son cœur et sa porte. Elle semble une proie facile. Mais la situation est plus compliquée que prévu.

## Fiche technique
- Titre original : The Good Liar
- Titre français : L'Art du mensonge
- Réalisation : Bill Condon
- Scénario : Jeffrey Hatcher, d'après le roman The Good Liar de Nicholas Searle
- Direction artistique : Vicki Stevenson
- Décors : John Stevenson
- Costumes : Keith Madden
- Photographie : Tobias A. Schliessler
- Montage : Virginia Katz
- Musique : Carter Burwell
- Production : Bill Condon et Greg Yolen
- Producteurs délégués : Jason Cloth, Aaron L. Gilbert, Jack Morrissey et Nick O'Hagan
- Sociétés de production : New Line Cinema, Bron et 1000 Eyes Productions
- Société de distribution : Warner Bros. Pictures
- Budget :
- Pays d'origine :  États-Unis,  Royaume-Uni,  Allemagne
- Langue originale : anglais
- Format : couleur
- Genre : thriller
- Durée : 109 minutes
- Dates de sortie [1] :
  - États-Unis : 15 novembre 2019
  - France : 1er janvier 2020

## Distribution
- Ian McKellen (VF : Philippe Catoire) : Roy Courtnay
- Helen Mirren (VF : Béatrice Delfe) : Betty McLeish
- Russell Tovey (VF : Marc Arnaud) : Stephen
- Jim Carter (VF : Hervé Jolly) : Vincent
- Mark Lewis Jones (VF : Jean-François Aupied) : Bryn
- Lucian Msamati (VF : Thierry Desroses) : Beni
- Jóhannes Haukur Jóhannesson (VF : Frédéric Souterelle) : Vlad
- Céline Buckens : Annalise
- Tunji Kasim : Michael
- Nell Williams (VF : Clara Soares) : Lili
- Laurie Davidson (VF : Julien Allouf) : Hans Taub
- Michael Culkin (VF : Patrick Raynal) : Dr Livesey
- Phil Dunster (VF : Jérémy Bardeau) : Roy jeune
- Spike White (VF : Maxime Baudouin) : Hans jeune

### Version française
- Société de doublage : Deluxe Dubbing
- Adaptation des dialogues : Ludovic Manchette et Christian Niemiec
- Direction artistique : Pauline Brunel

## Production
En mars 2018, Bill Condon est annoncé comme réalisateur d'un film, avec Ian McKellen et Helen Mirren dans les rôles principaux,. En avril 2018, Russell Tovey et Jim Carter rejoignent la distribution.

### Tournage
Le tournage débute le 23 avril 2018 à Londres. Il se déroule également dans le Surrey et à Berlin,.